# Ahmed ibn Sahl al-Balkhi
Nu trebuie confundat cu Jalal al-Din Muhammad Rumi (1207 - 1273) (numit și Balkhi-Rumi) !
Abu Zayd Ahmed ibn Sahl al-Balkhi (sau Abu Zayd al-Balkhi) (n. 850 – d. 934) a fost savant islamic persan. Printre preocupările sale, putem enumera: geografie, matematică, fizică, psihologie și știință în general.

## Biografie
S-a născut în Shamistiyan, provincia persană Bactra.
A fost discipol al savantului Al-Kindi și adept al ramurii șiite a islamului.

## Contribuții
Dintre lucrările atribuite lui al-Balkhi, trebuie să menționăm:
- Suwar al-aqalim ("Aspecte ale climatului")[9]
- Masalih al-Abdan wa al-Anfus ("Întreținerea trupului și sufletului")

## Sănătatea mentală
În lucrarea Masalih al-Abdan wa al-Anfus Abu Zayd al-Balkhi ia în considerare interdependența dintre sănătatea fizică și cea psihică. Critică medicii acelei epoci care neglijau latura psihică a sănătății, latură pentru care folosea termenul al-Tibb al-Ruhani, ce semnifica împletirea psihicului cu spiritualul.

## Psihologia cognitivă
Al-Balkhi este unul din precursorii psihologiei cognitive și ai psihologiei medicale. Reușește să facă deosebirea dintre psihoză și nevroză, propunând ca terapie aboradarea cognitiv-comportamentală, lucru foarte avansat pentru acea epocă.
De asemenea, în cadrul nevrozei, descrie cele patru tipuri de dezordine emoțională: frică/anxietate, furie/agresiune, tristețe/depresie și obsesie.
În ceea ce privește depresia, Al-Balkhi deosebește: depresia normală (tristețea), depresia endogenă (având proveniența în interiorul organismului) și cea clinico-reactivă (cu cauze exterioare).

## Psihofiziologia și medicina somatică
Abu Zayd al-Balkhi folosește termenul al-ilaj bi al-did pentru a defini ceea ce, aproape o mie de ani mai târziu, psihologul american Joseph Wolpe (1915 - 1997) denumește inhibiție reciprocă.